# 문경 모산굴
문경모산굴(聞慶茅山窟)은 대한민국 경상북도 문경시 가은읍 성지리마을에서 400 m쯤 떨어진 북쪽 뒷산인 모산에 위치하고 있는 동굴이다. 1979년 12월 18일 경상북도의 기념물 제27호로 지정되었다.

## 개요
문경 모산굴은 성지리마을에서 400m쯤 떨어진 북쪽 뒷산인 모산에 위치하고 있는 동굴로써, 석회암으로 이루어져 있다. 총 길이는 약 200m이며 수백만 년 전에 만들어진 것이다.
동굴 안에는 10평이나 되는 넓은 공간에 고드름처럼 생긴 종유석이 천장과 벽에 커튼처럼 쳐져있고, 동굴 바닥에는 돌출되어 올라온 석순이 있다. 바닥 중간 지점에서부터 지하수가 흐르고 있으며, 36종에 달하는 생물들이 살고 있다.
옛날부터 신성하게 생각하여 소원을 비는 장소로 알려져 왔고, 임진왜란(1592) 때는 마을 사람들이 난을 피해 숨었는데 굴 밖에서 아기 기저귀를 말리던 것을 보고 왜병이 굴 속의 사람들을 찾아내기 위해 고추를 태워 몰살시켰다고 한다. 이들의 원한을 위로하기 위해 해마다 정월 대보름에 흥겨운 농악과 함께 별신제를 지냈다고 하는데, 한국전쟁을 지나면서 없어졌다.
문경 모산굴은 많은 동굴생물의 서식지로 학술적 가치가 있는 동굴이다.

## 참고 문헌
- 문경모산굴 - 국가유산청 국가유산포털